# Матч СССР — США по лёгкой атлетике 1965
Матч СССР — США по лёгкой атлетике 1965 года прошёл в Киеве 31 июля — 1 августа и окончился со счётом 181,5:155,5 в пользу сборной СССР. Оба состава сборной (и, впервые, мужской, и женский) выиграли свои соревнования.

## Команды
- США — тренер американской команды Брутус Хамильтон[1]. Тренер —Трейси Уолтерс[2].
- СССР — старший тренер Гавриил Коробков.

## Результаты

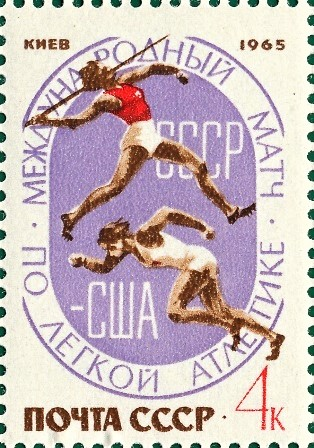
Почтовая марка СССР. 1965. Международный матч СССР - США по лёгкой атлетике в Киеве. Метание копья, спринт. Номер в каталоге ЦФА 3251

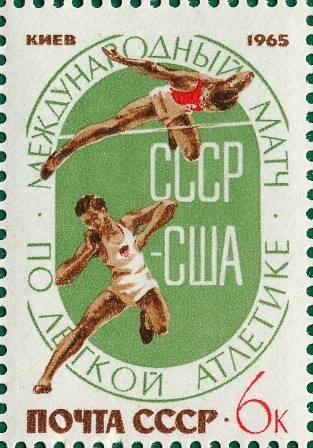
Почтовая марка СССР. 1965. Международный матч СССР - США по лёгкой атлетике в Киеве. Прыжки в высоту, толкание ядра. Номер в каталоге ЦФА 3252

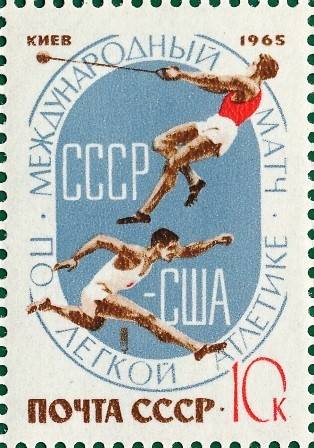
Почтовая марка СССР. 1965. Международный матч СССР - США по лёгкой атлетике в Киеве. Метание молота, барьерный бег. Номер в каталоге ЦФА 3253

### Общий зачёт
|         | СССР  | США   |
| ------- | ----- | ----- |
| Мужчины | 118   | 112   |
| Женщины | 63,5  | 43,5  |
| Всего   | 181,5 | 155,5 |

### Личный зачёт

#### 100 метров
| Мужчины | Мужчины         | Мужчины      | Женщины | Женщины          | Женщины   |
| Место   | Спортсмен       | Результат    | Место   | Спортсменка      | Результат |
| ------- | --------------- | ------------ | ------- | ---------------- | --------- |
| 1       | Дарел Ньюман    | 10,1 (10,26) | 1       | Вайомия Тайес    | 11,1 =WR* |
| 2       | Джордж Андерсон | 10,3 (10,42) | 2       | Эдит Мак-Гуайр   | 11,4      |
| 3       | Эдвин Озолин    | 10,4         | 3       | Татьяна Талышева | 11,6      |
| 4       | Юльян Кащеев    | 10,4         | 4       | Галина Митрохина | 11,7      |

#### 200 метров
| Мужчины | Мужчины        | Мужчины   | Женщины | Женщины            | Женщины   |
| Место   | Спортсмен      | Результат | Место   | Спортсменка        | Результат |
| ------- | -------------- | --------- | ------- | ------------------ | --------- |
| 1       | Адольф Пламмер | 20,8      | 1       | Эдит Мак-Гуайр     | 23,1      |
| 2       | Амин Туяков    | 20,9      | 2       | Вайомия Тайес      | 23,3      |
| 3       | Борис Савчук   | 21,0      | 3       | Вера Попкова       | 23,5      |
| 4       | Джим Хайнс     | 21,1      | 4       | Людмила Самотёсова | 23,8      |

#### 400 метров
| Место | Спортсмен         | Результат |
| ----- | ----------------- | --------- |
| 1     | Оллан Касселл     | 45,9      |
| 2     | Вадим Архипчук    | 46,5      |
| 3     | Дон Оуэнс         | 46,8      |
| 4     | Николай Шкарников | 46,9      |

#### 800 метров
| Мужчины | Мужчины         | Мужчины   | Женщины | Женщины          | Женщины    |
| Место   | Спортсмен       | Результат | Место   | Спортсменка      | Результат  |
| ------- | --------------- | --------- | ------- | ---------------- | ---------- |
| 1       | Джордж Германн  | 1.46,8    | 1       | Тамара Дмитриева | 2.06,4     |
| 2       | Валерий Булышев | 1.47,6    | 2       | Мэри Мулдер      | 2.07,3 NR* |
| 3       | Рейн Тёлп       | 1.48,0    | 3       | Тамара Дунайская | 2.07,5     |
| 4       | Морган Грот     | 2.17,0    | 4       | Сэнди Нотт       | 2.11,4     |

#### 1500 метров
| Место | Спортсмен     | Результат |
| ----- | ------------- | --------- |
| 1     | Джим Грелле   | 3.39,2    |
| 2     | Джим Райан    | 3.40,4    |
| 3     | Иван Белицкий | 3.42,0    |
| 4     | Олег Райко    | 3.44,4    |

#### 5000 метров
Бег проходил на довольно высокой скорости. При выходе на последнюю прямую у Роберта Шуля начало рваться ахиллово сухожилие. Но он смог к середине прямой достать Болотникова.

«…Снова прибавил, хотя знаю, что нечем уже прибавлять. Но и он прибавил. Уже не соображал я, глаза закрыл, но прибавлял и прибавлял. А у самой ленточки ещё чуть-чуть успел дёрнуться. Миллиметры выиграл я у американца. Немного он не дотянулся до меня.

После финиша, едва я очухался, зовут к телефону. Жена из Москвы звонит. Поздравляет, и слышу, говорить не может — рыдает. Видела она этот забег по телевизору, жалела меня очень.»— Пётр Болотников
| Место | Спортсмен        | Результат |
| ----- | ---------------- | --------- |
| 1     | Пётр Болотников  | 13.54,2   |
| 2     | Роберт Шуль      | 13.54,4   |
| 3     | Рон Ларьё        | 13.54,8   |
| 4     | Кестутис Орентас | 14.00,8   |

#### 10 000 метров
| Место | Спортсмен       | Результат |
| ----- | --------------- | --------- |
| 1     | Николай Дутов   | 28.22,0   |
| 2     | Леонид Иванов   | 28.29,8   |
| 3     | Джерри Линдгрен | 29.00,8   |
| 4     | Билл Морган     | 29.32,0   |

#### 4×100 метров
| Мужчины | Мужчины                                                          | Мужчины   | Женщины | Женщины                                                            | Женщины   |
| Место   | Команда                                                          | Результат | Место   | Команда                                                            | Результат |
| ------- | ---------------------------------------------------------------- | --------- | ------- | ------------------------------------------------------------------ | --------- |
| 1       | Сборная Эдвин Озолин Амин Туяков Гусман Косанов Николай Политико | 39,3 NR*  | 1       | Сборная Уилли Уайт Д. Уилсон Эдит Мак-Гуайр Вайомия Тайес          | 44,4      |
| 2       | Сборная Фред Куллер Джим Хайнс Вилли Дэвенпорт Джордж Андерсон   | DSQ       | 2       | Сборная Ирина Пресс Вера Попкова Галина Митрохина Татьяна Талышева | 44,5      |

#### 4×400 метров
| Место | Команда                                                                           | Результат  |
| ----- | --------------------------------------------------------------------------------- | ---------- |
| 1     | Сборная Линн Сондерс (47,1) Джей Лак (46,3) Дон Оуэнс (47,1) Оллан Касселл (45,3) | 3.05,8     |
| 2     | Сборная Юльян Кащеев Виктор Бычков Николай Шкарников Вадим Архипчук               | 3.06,7 DSQ |

#### 110/80 метров с барьерами
| Мужчины | Мужчины             | Мужчины   | Женщины | Женщины         | Женщины   |
| Место   | Спортсмен           | Результат | Место   | Спортсменка     | Результат |
| ------- | ------------------- | --------- | ------- | --------------- | --------- |
| 1       | Вилли Дэвенпорт     | 13,5      | 1       | Ирина Пресс     | 10,5 =NR* |
| 2       | Блейн Линдгрен      | 13,7      | 2       | Галина Быстрова | 10,7      |
| 3       | Анатолий Михайлов   | 13,8      | 3       | Рози Бондс      | 10,9      |
| 4       | Вячеслав Скоморохов | 13,9      | 4       | Черри Шеррард   | 10,9      |

#### 400 метров с барьерами
| Место | Спортсмен        | Результат |
| ----- | ---------------- | --------- |
| 1     | Уоррен Коули     | 50,2      |
| 2     | Василий Анисимов | 50,2      |
| 3     | Рон Уитни        | 50,7      |
| 4     | Анатолий Казаков | 52,5      |

#### 3000 метров с препятствиями
| Место | Спортсмен           | Результат |
| ----- | ------------------- | --------- |
| 1     | Виктор Кудинский    | 8.31,8    |
| 2     | Адольфас Алексеюнас | 8.35,0    |
| 3     | Джордж Янг          | 8.44,8    |
| 4     | Джефф Фишбэк        | 8.51,0    |

#### Ходьба 20 км
| Место | Спортсмен       | Результат |
| ----- | --------------- | --------- |
| 1     | Борис Хролович  | 1:39.13,4 |
| 2     | Геннадий Агапов | 1:39.13,6 |
| 3     | Рон Лэрд        | 1:42.59,4 |
| 4     | Джек Мортленд   | 1:48.44,6 |

#### Высота
| Мужчины | Мужчины         | Мужчины   | Женщины | Женщины            | Женщины   |
| Место   | Спортсмен       | Результат | Место   | Спортсменка        | Результат |
| ------- | --------------- | --------- | ------- | ------------------ | --------- |
| 1       | Валерий Брумель | 2,18      | 1       | Таисия Ченчик      | 1,73      |
| 2       | Виктор Большов  | 2,18      | 2       | Галина Костенко    | 1,73      |
| 3       | Эд Каразерс     | 2,10      | 3       | Элеанор Монтгомери | 1,73      |
| 4       | Отис Баррелл    | 2,10      | 4       | Эстель Баскервилл  | 1,65      |

#### Шест
| Место | Спортсмен          | Результат |
| ----- | ------------------ | --------- |
| 1     | Геннадий Близнецов | 4,95      |
| 2     | Джефф Чейз         | 4,90      |
| 3     | Джон Пеннел        | 4,90      |
| 4     | Игорь Фельд        | 4,60      |

#### Длина
| Мужчины | Мужчины            | Мужчины   | Женщины | Женщины           | Женщины   |
| Место   | Спортсмен          | Результат | Место   | Спортсменка       | Результат |
| ------- | ------------------ | --------- | ------- | ----------------- | --------- |
| 1       | Ральф Бостон       | 8,21      | 1       | Татьяна Щелканова | 6,71 NR*  |
| 2       | Игорь Тер-Ованесян | 8,02      | 2       | Татьяна Талышева  | 6,41      |
| 3       | Леонид Барковский  | 8,00      | 3       | Уилли Уайт        | 6,30      |
| 4       | Даррелл Хорн       | 7,86      | 4       | Соня Гасс         | 5,77      |

#### Тройной
| Место | Спортсмен           | Результат |
| ----- | ------------------- | --------- |
| 1     | Александр Золотарёв | 16,50     |
| 2     | Арт Уокер           | 16,34     |
| 3     | Анатолий Швец       | 16,11     |
| 4     | Даррелл Хорн        | 15,92     |

#### Ядро
| Мужчины | Мужчины         | Мужчины   | Женщины | Женщины        | Женщины   |
| Место   | Спортсмен       | Результат | Место   | Спортсменка    | Результат |
| ------- | --------------- | --------- | ------- | -------------- | --------- |
| 1       | Рэнди Мэтсон    | 20,27     | 1       | Тамара Пресс   | 18,46     |
| 2       | Джон Макграт    | 19,08     | 2       | Надежда Чижова | 16,82     |
| 3       | Виктор Липснис  | 19,00     | 3       | Линн Грэхэм    | 15,28     |
| 4       | Николай Карасёв | 18,98     | 4       | Синтия Уайатт  | 14,00     |

#### Диск
| Мужчины | Мужчины           | Мужчины   | Женщины | Женщины           | Женщины   |
| Место   | Спортсмен         | Результат | Место   | Спортсменка       | Результат |
| ------- | ----------------- | --------- | ------- | ----------------- | --------- |
| 1       | Дэйв Уилл         | 58,66     | 1       | Тамара Пресс      | 56,76     |
| 2       | Ким Буханцов      | 57,88     | 2       | Евгения Кузнецова | 54,04     |
| 3       | Джей Сильвестер   | 57,38     | 3       | Синтия Уайатт     | 42,80     |
| 4       | Владимир Трусенёв | 55,44     | 4       | Линн Грэхэм       | 42,60     |

#### Молот
| Место | Спортсмен          | Результат |
| ----- | ------------------ | --------- |
| 1     | Ромуальд Клим      | 70,36 NR* |
| 2     | Геннадий Кондрашов | 67,56     |
| 3     | Эд Берк            | 67,46     |

#### Копьё
| Мужчины | Мужчины       | Мужчины   | Женщины | Женщины           | Женщины   |
| Место   | Спортсмен     | Результат | Место   | Спортсменка       | Результат |
| ------- | ------------- | --------- | ------- | ----------------- | --------- |
| 1       | Янис Лусис    | 85,68     | 1       | Валентина Попова  | 56,32     |
| 2       | Март Паама    | 81,18     | 2       | Елена Горчакова   | 56,00     |
| 3       | Ларри Стюарт  | 78,00     | 3       | Ренаэ Бэйр        | 52,36     |
| 4       | Уильям Флерке | 75,30     | 4       | Лёрлайн Гамильтон | 44,82     |

#### Десятиборье
| Место | Спортсмен         | Результат |
| ----- | ----------------- | --------- |
| 1     | Михаил Стороженко | 7883      |
| 2     | Билл Туми         | 7729      |
| 3     | Рейн Аун          | 7556      |
| 4     | Расс Ходж         | 4721      |